# Ivory (wrestler)
Lisa Mary Moretti, meglio conosciuta come Ivory (Inglewood, 26 novembre 1961), è un'ex wrestler statunitense, conosciuta principalmente per aver combattuto nella World Wrestling Federation/Entertainment.
Moretti iniziò la sua carriera nel wrestling verso la seconda metà degli anni ottanta nella Gorgeous Ladies of Wrestling come Tina Ferrari e debuttò nella World Wrestling Federation nel 1999 come manager di D'Lo Brown e Mark Henry. Ha vinto per tre volte il Women's Championship e ha fatto parte dei Right to Censor, stable dalle dure visioni sociopolitiche.
Il 6 aprile 2018 è stata introdotta nella WWE Hall of Fame.

## Carriera

### Primi anni (1986–1999)
In gioventù, Moretti lottò con i suoi due fratelli e sua sorella. Tempo dopo frequentò l'University of Southern California (USC); Moretti secondo le sue parole, fu "trascinata da un'amica" (che in seguito si rivelò essere Nadia Kadmiri) a un'audizione tenuta a Las Vegas nella Gorgeous Ladies of Wrestling (G.L.O.W.). Le due donne superarono con successo l'audizione e vennero allenate da Mando Guerrero per sei settimane, prima di iniziare a lottare nella GLOW rispettivamente con i nomi di Tina Ferrari e Ashley Carter, formando un tag team conosciuto con il nome "T & A". Ferrari sconfisse Colonel Ninotchka conquistando il vacante GLOW Championship, rappresentato da una corona.
Successivamente, lottò nella Powerful Women of Wrestling e Ladies Professional Wrestling Association con i nomi di Nina e Tina Moretti, dove vinse il POWW Championship. Il 23 settembre 1994 al Blackjack Brawl della UWF, tornò a utilizzare il nome di Tina Moretti perdendo contro Candi Devine nel match per l'assegnazione dell'UWF World Women's Championship.

### World Wrestling Federation/Entertainment (1999–2005)

#### Women's Championship (1999)
Nel gennaio del 1999 Moretti firmò un contratto con l'allora World Wrestling Federation (WWF). Nella puntata di Raw del 13 febbraio, fu introdotta con il nome di Ivory come manager face del tag team formato da Mark Henry e D'Lo Brown. Ivory fece il suo debutto sul ring nella puntata di Raw del 15 febbraio, lottando in coppia con D'Lo Brown contro Jeff Jarrett e Debra in un intergender tag team match che si concluse senza un vincitore. Nella puntata di Raw del 1º marzo, sconfisse Debra per squalifica dopo essere stata attaccata dalle Pretty Mean Sisters (Jacqueline Moore e Terri Runnels). Il 28 marzo a WrestleMania XV, Ivory accompagnò D'Lo Brown e Test nel loro match per il WWF Tag Team Championship contro Jeff Jarrett e Owen Hart. Jarrett e Hart mantennero il titolo in seguito alle interferenza di Moore, Runnels e Debra.
In quel periodo in WWF, le donne erano conosciute più per le loro apparenze fisiche e "sex appeal" piuttosto che per le abilità di wrestling, le quali si affrontavano in strip match o "slop match", incontro che si svolgeva in una piscina di fango. Il 14 giugno, Ivory conquistò il Women's Championship sconfiggendo Debra, e lo difese con successo il 22 agosto a SummerSlam contro Tori. Durante la rivalità con Tori, Ivory divenne una heel. La rivalità tra le due continuò nelle settimane successive a SummerSlam, e Ivory sconfisse la rivale nel primo hardcore match femminile il 6 settembre a Raw. Ivory venne poi sfidata da Luna Vachon, che sconfisse in un hardcore match a Unforgiven. Nel mese di ottobre iniziò una rivalità con The Fabulous Moolah, perdendo il titolo contro la stessa a No Mercy. Tuttavia, nella puntata di Raw del 25 ottobre, Ivory sconfisse Moolah nella rivincita riconquistando il Women's Championship per la seconda volta. Il 12 dicembre ad Armageddon perse in favore di Miss Kitty in un four corners evening gown pool match.

#### Right to Censor (2000–2001)
Verso la fine del 1999, Ivory aggiunse al suo personaggio delle caratteristiche conservative. Il 23 gennaio alla Royal Rumble, prese parte al "Miss Royal Rumble" swimsuit contest, vinto da Mae Young. Il 9 marzo, Ivory affrontò senza successo Jacqueline in un match valevole per il Women's Championship. Dopo un periodo di pausa, tornò nell'ottobre del 2000 come membro dei Right to Censor, cambiando il suo personaggio con acconciature più conservatrici. Poco dopo, Ivory iniziò una rivalità con Lita per il Women's Championship, che vinse in un fatal four-way match che includeva anche Jacqueline e Trish Stratus. Dopo aver difeso il titolo il 19 novembre contro Lita con l'aiuto del leader dei Right to Censor Stevie Richards, Ivory difese il titolo anche il 10 dicembre ad Armageddon in un triple threat match contro Trish Stratus e Molly Holly.
Successivamente, Ivory e i Right to Censor iniziarono una rivalità con Chyna dopo che quest'ultima aveva posato per la rivista Playboy verso la fine del 2000. Nella puntata di Raw Is War del 4 dicembre, Ivory e il suo compagno di squadra Val Venis eseguirono un double-team piledriver nei confronti di Chyna infortunandola al collo. Dopo essere tornata, Chyna sfidò Ivory per il Women's Championship alla Royal Rumble, dove mantenne il titolo dopo che Chyna aveva peggiorato l'infortunio al collo. Ivory venne nuovamente sfidata da Chyna il 1º aprile a WrestleMania X-Seven in cui fu sconfitta in uno squash match, concludendo il suo regno. In seguito, i Right to Censor si sciolsero il 26 aprile.

#### Varie faide e opportunità titolate (2001–2003)

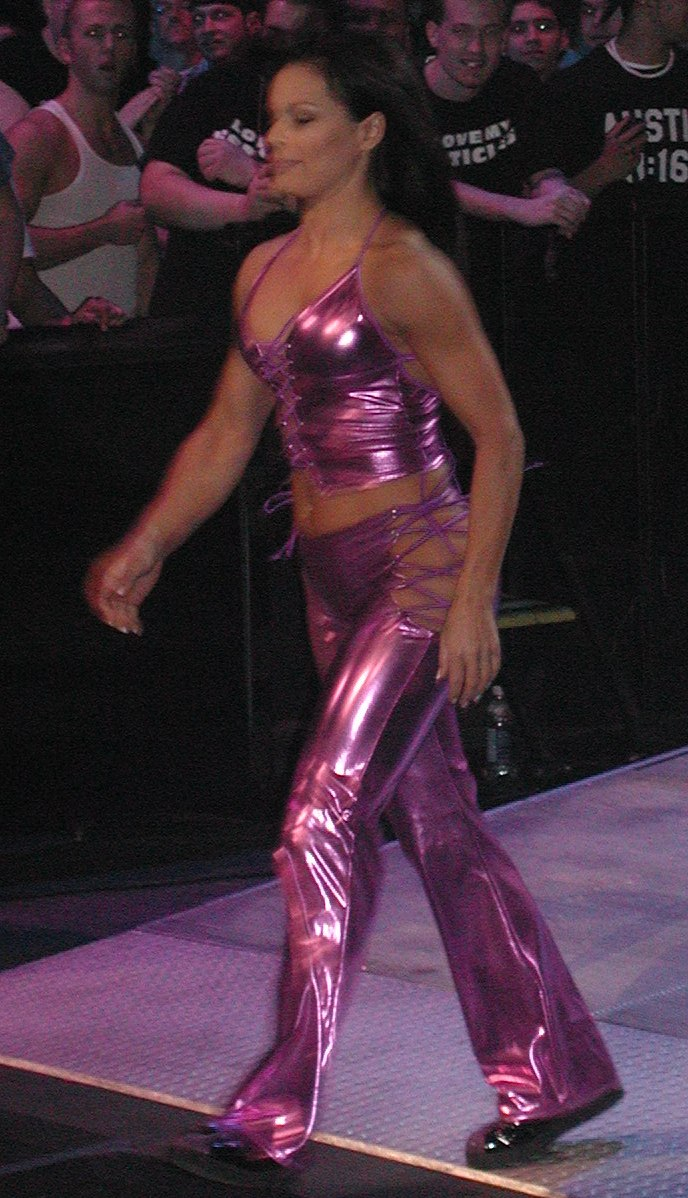
Ivory nel marzo del 2003 a Raw

Ivory tornò nei programmi televisivi nella puntata di Raw Is War del 6 agosto, unendosi all'Alliance durante l'Invasion. In seguito si alleò con Torrie Wilson e Stacy Keibler aiutandole a sconfiggere Jacqueline in un handicap match, per poi voltare successivamente le spalle a Wilson a causa della sua relazione con Tajiri e divenne la manager di Lance Storm. A No Mercy accompagnò Storm e The Hurricane nel loro incontro contro gli Hardy Boyz per il WCW World Tag Team Championship, senza successo. Alle Survivor Series prese parte al six-pack challenge per il vacante Women's Championship, vinto da Trish Stratus.
Nel 2002 Ivory fece da allenatrice nella seconda stagione di WWE Tough Enough. Dopo che la World Wrestling Federation fu rinominata "World Wrestling Entertainment" e si divise in due roster, Raw e SmackDown!, Ivory venne spostata a SmackDown!. Nel roster blu iniziò una breve rivalità con le co-vincitrici di Tough Enough Linda Miles e Jackie Gayda, sconfiggendo Miles per merito dell'interferenza di Gayda nella puntata di Velocity dell'8 giugno. Nel mese di novembre, Ivory fu trasferita a Raw in cambio di Big Show. Durante il resto dell'anno, lottò in coppia con Victoria e ebbe una rivalità con Trish Stratus.
Durante tutto il 2003 apparve sporadicamente negli show televisivi e solo una volta (Armageddon) in un pay-per-view contro Molly Holly, dove perse l'opportunità di vincere il titolo femminile di Holly. A giugno, Moretti riscosse tre vittorie per schienamento contro la Women's Champion Jazz, ma non ottenne mai la possibilità di battersi con la campionessa per la cintura. Perse il suo ultimo match il 21 dicembre 2003 contro Victoria, durante l'ultima edizione di Sunday Night Heat di quell'anno.

#### WWE Experiencee licenziamento (2004–2005)
Nel 2004 Moretti lavorò per nove settimane come allenatrice in Ohio Valley Wrestling. A partire dal mese di maggio presentò WWE Experience insieme a Todd Grisham; il suo contratto fu trasformato in maniera da permetterle di lottare nel circuito indipendente pur mantenendo il ruolo di commentatrice per la WWE.
Il 22 luglio 2005 la WWE annunciò la fine del rapporto di lavoro con Ivory. Da allora iniziò a lottare sporadicamente nel circuito indipendente.

### Ritorno al circuito indipendente (2005–2006)
Dopo aver lasciato la WWE, Ivory iniziò ad apparire saltuariamente nel circuito indipendente (utilizzando il suo nome di battesimo), dove ottenne diversi titoli femminili, come il CCW Tag Team Championship (in coppia con Bambi) e l'ECCW SuperGirls Championship, che difese con successo per circa cinque mesi, prima di perderlo contro Nattie Neidhart l'8 ottobre 2006.
Il 5 marzo 2011 apparve al 4º anniversario dell'evento Women Superstars Uncensored (WSU), dove fu introdotta nella WSU Hall of Fame.

### Altre apparizioni in WWE (2015–2022)
Il 31 marzo 2015 partecipò alla convention WrestleMania Axxess di WrestleMania.
Il 27 gennaio 2016 apparve durante il programma Table for 3, insieme alle wrestler Alundra Blayze e Molly Holly.
Il 6 aprile 2018 fu introdotta nella WWE Hall of Fame da Molly Holly. Il 28 ottobre successivo tornò a lottare per una sera al pay-per-view Evolution, nella 20 Women-Battle Royal tenutasi all'evento, riuscendo a rimanere sul ring più a lungo rispetto a tutte le altre lottatrici del passato, prima di essere eliminata verso la fine da Asuka.
Il 29 gennaio 2022 prese parte al suo primo royal rumble match nell'edizione di quell'anno dell'omonimo pay-per-view, riproponendo la gimmick di quando apparteneva ai Right to Censor.

## Personaggio

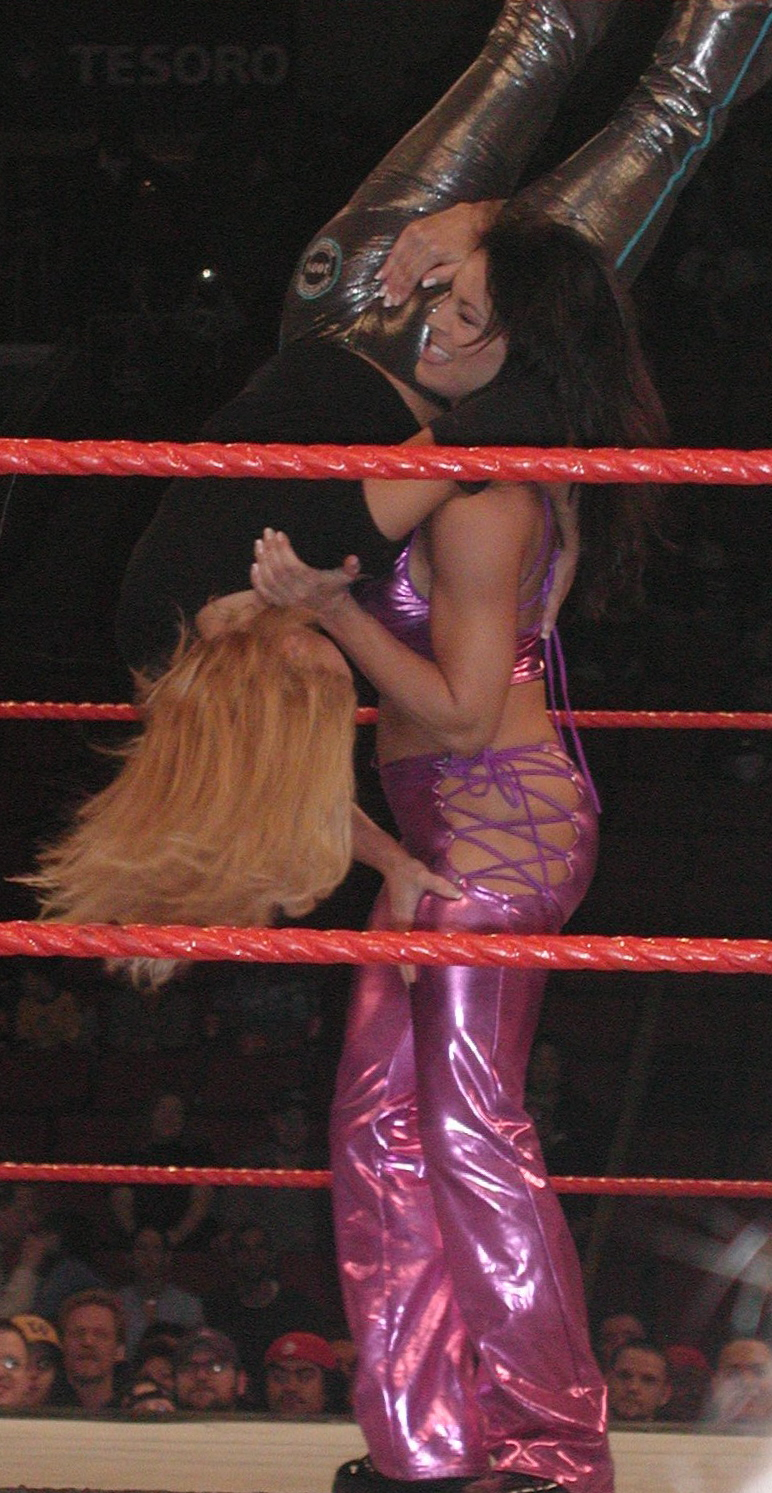
Ivory mentre esegue una scoopslam su Trish Stratus

### Mosse finali
- Bridging straight jacket electric chair drop
- Poison Ivory (Jumping hair-pull facebuster)
- Moretti Driver/Samoan driver

### Wrestler assistiti
- D'Lo Brown
- The Hurricane
- Jackie Gayda
- Mark Henry
- Nation of Domination
- Right to Censor

## Titoli e riconoscimenti
- Carolina Championship Wrestling

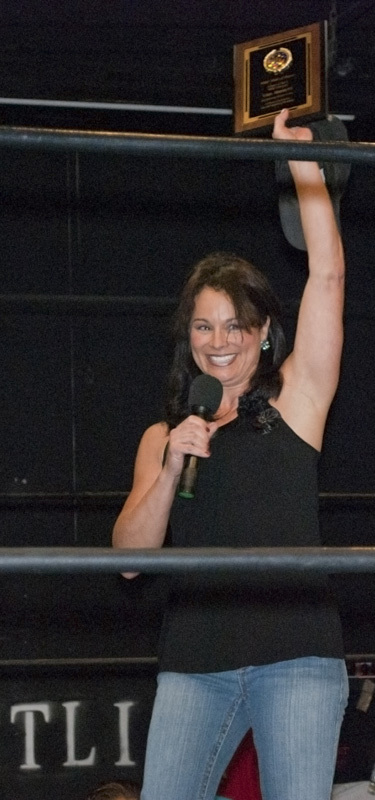
Ivory durante la sua introduzione nella WSU Hall of Fame nel marzo del 2011

  - CCW Women's Tag Team Championship (1) – con Bambi
- Gorgoeus Ladies of Wrestling
  - GLOW Championship (1)
- Ladies Sports Club
  - LSC Championship (1)
- Powerful Women of Wrestling
  - POWW Championship (2)
- Pro Wrestling This Week
  - Wrestler of the Week (13–19 marzo 1998)
- SuperGirls Wrestling
  - SuperGirl Championship (1)
- Women Superstars Uncensored
  - WSU Hall of Fame (classe del 2011)
- World Wrestling Federation/Entertainment
  - WWF Women's Championship (3)
  - WWE Hall of Fame (classe del 2018)

## Nei videogiochi
- WWF WrestleMania 2000
- WWF SmackDown!
- WWF SmackDown! 2: Know Your Role
- WWF No Mercy
- WWF SmackDown! Just Bring It
- WWE Raw
- WWE SmackDown! Shut Your Mouth
- WWE 2K17
- WWE 2K18
- WWE 2K19